# Quintet de corda

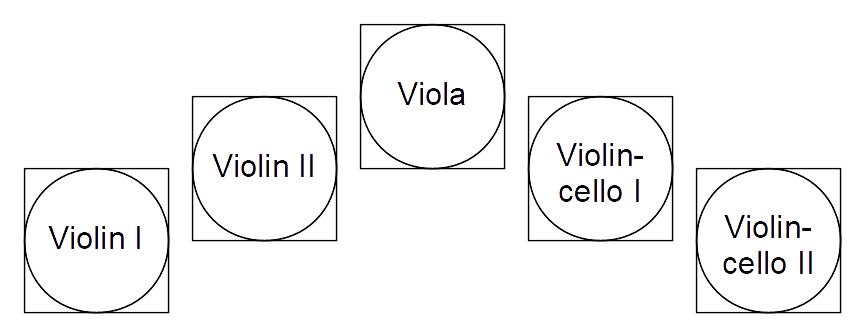
Composició del quintet de corda.

Un quintet de corda és un conjunt constituït per cinc instruments de corda fregada o bé una composició per ser interpretada amb un conjunt d'aquestes característiques.
A diferència del quartet de corda que gairebé sempre té la mateixa configuració, el quintet de corda té dues configuracions preeminents entre les moltes altres teòricament possibles. La primera és la que està integrada per dos violins, dues violes i un violoncel. És la que utilitzen, entre d'altres, W. A. Mozart o Johannes Brahms. La segona, integrada per dos violins, una viola i dos violoncels, és la que utilitza, també entre altres i tot i que menys, Luigi Boccherini. Probablement, en els casos de Mozart i Boccherini va influir en aquesta opció el fet que ells mateixos toquessin, respectivament, la viola i el violoncel.
La primera formació posa l'èmfasi en el registre mitjà i agut del conjunt, mentre que l'altre cerca, més aviat, la polarització en els aguts i el greus en detriments del registre mitjà.